# Christian Döring (Fernsehmoderator)
Christian Döring (* März 1959 in Burnhaupt-le-Bas, Frankreich) ist Fernsehmoderator beim Südwestrundfunk (SWR) in Mainz.  Aktuell moderiert Christian Döring im SWR mehrere Sendungen, zum Beispiel zur Sache Rheinland-Pfalz!, Flutlicht und Sport am Samstag. Außerdem berichtet er live von vor Ort bei großen Ereignissen, wie Wahlen in Rheinland-Pfalz oder den Aufstiegsfeiern des 1. FSV Mainz 05 und des 1. FC Kaiserslautern.

## Biographie
Döring begann seine journalistische Laufbahn mit einem Volontariat bei der Mainzer Allgemeinen Zeitung. 1984 wechselte er zum SWF-Hörfunk, später zum SWF-Fernsehen. Seitdem hat der gebürtige Elsässer mit deutscher Staatsangehörigkeit an vielen Sendungen des SWR, früher des SWF, mitgewirkt, zum Beispiel bei Menschen des Jahres in Rheinland-Pfalz, Treffpunkt, Flutlicht und zur Sache Rheinland-Pfalz!